# پیوندگرایی (شناختی)
پیوند گرایی (به انگلیسی: Connectionism) هم به رویکردی در حوزه علوم شناختی اشاره دارد که امیدوار است پدیده‌های ذهنی را با استفاده از شبکه‌های عصبی مصنوعی (ANN) توضیح دهد و هم به طیف گسترده‌ای از تکنیک‌ها و الگوریتم‌ها با استفاده از شبکه‌های عصبی مصنوعی در زمینه هوش مصنوعی برای ساخت ماشین‌های هوشمندتر به کار می‌رود. پیوندگرایی یک نظریه شناختی مبتنی بر فعالیت سیگنال توزیع‌شده همزمان از طریق اتصالاتی ارائه می‌دهد که می‌توانند به صورت عددی نمایش داده شوند، جایی که یادگیری با اصلاح نقطه قوت اتصال بر اساس تجربه رخ می‌دهد.

مدل Connectionist (ANN) با یک لایه پنهان

## اصول بنیادین
اصل پیوندگرایی مرکزی این است که پدیده‌های ذهنی را می‌توان با شبکه‌های به‌هم پیوسته واحدهای ساده و اغلب یکنواخت توصیف کرد. شکل اتصالات و واحدها می‌تواند از مدلی به مدل دیگر متفاوت باشد. برای مثال، واحدهای موجود در شبکه می‌توانند نورون‌ها و اتصالات می‌توانند سیناپس‌ها را نشان دهند، مانند مغز انسان.